# Can Saiol
Can Saiol és una obra de Vilassar de Dalt (Maresme) inclosa a l'Inventari del Patrimoni Arquitectònic de Catalunya.

## Descripció
Edifici civil, es tracta d'una masia amb una planta baixa i un pis. Coberta per una teulada amb dos vessants i carener perpendicular a la façana. L'edifici consta de quatre cossos perpendiculars a la façana que revelen la disposició de l'interior. Al conjunt hi destaquen les dues finestres principals realitzades amb carreus de pedra. Sota l'ampit d'una de les finestres principals hi ha una espitllera. El portal, que possiblement als seus inicis estava realitzat amb dovelles, ha estat modificat i substituït per un altre més senzill. Resulta també interessant la capelleta al bell mig de la façana, avui malmesa i en desús. La cuina conserva els seus element originals, i el celler situat a la part posterior conserva la premsa de fusta i el cup. En conjunt, l'edifici està en molt mal estat.